# Circunscripción electoral de Valencia

Circunscripción de Valencia
Cortes Generales* Congreso: 16 diputados (de 350)
- Senado: 4 senadores (de 266)Cortes Valencianas* 40 diputados (de 99)

Valencia es una de las 52 circunscripciones electorales utilizadas como distritos electorales desde 1977 para la Cámara Baja de las Cortes Generales, el Congreso de los Diputados, y una de las 59 de la Cámara Alta, el Senado, además de una de las tres para las Cortes Valencianas. Se corresponde con la provincia de Valencia.

## Ámbito de la circunscripción y sistema electoral
En virtud de los artículos 68.2 y 69.2 de la Constitución Española de 1978 los límites de la circunscripción debe ser los mismos que los de la provincia de Valencia, y en virtud del artículo 140, esto solo puede modificarse con la aprobación del Congreso de los Diputados. El voto es sobre la base de sufragio universal secreto. En virtud del artículo 12 de la constitución, la edad mínima para votar es de 18 años.
En el caso del Congreso de los Diputados, el sistema electoral utilizado es a través de una lista cerrada con representación proporcional y con escaños asignados usando el método D'Hondt. Solo las listas electorales con el 3 % o más de todos los votos válidos emitidos, incluidos los votos «en blanco», es decir, para «ninguna de las anteriores», se pueden considerar para la asignación de escaños. En el caso del Senado, el sistema electoral sigue el escrutinio mayoritario plurinominal. Se eligen cuatro senadores y los partidos pueden presentar un máximo de tres candidatos. Cada elector puede escoger hasta tres senadores, pertenezcan o no a la misma lista. Los cuatro candidatos más votados son elegidos.

## Elegibilidad
El artículo 67.1 de la Constitución española prohíbe ser simultáneamente miembro del Congreso de los Diputados y de un parlamento autonómico, lo que significa que los candidatos deben renunciar al cargo si son elegidos para un parlamento autonómico. No existe incompatibilidad similar en el caso de los senadores. El artículo 70 aplica también la inelegibilidad a los magistrados, jueces y fiscales en activo, Defensor del Pueblo, militares en servicio, los agentes de policía en activo y los miembros del tribunal constitucional y juntas electorales.

## Número de diputados
En las elecciones generales de 1977, 1979 y 1982 se eligieron en Valencia 15 miembros del Congreso. Esa cifra se aumentó a 16 diputados para las Elecciones generales españolas de 1986, mientras que para las elecciones de 2015 volvieron a ser 15, en las de 2016 volvieron a ser 16, y en 2019 vuelven a ser 15 los diputados a elegir. En 2023 subieron a 16.
En virtud de la ley electoral española, todas las provincias tienen derecho a un mínimo de 2 escaños con 248 escaños restantes prorrateada de acuerdo a la población. Esta normativa se explica detalladamente en la ley electoral de 1985 (Ley Orgánica del Régimen Electoral General). El efecto práctico de esta ley ha sido el de que las provincias más pequeñas estén sobrerrepresentadas.
En 2004 por ejemplo en España había 34 571 831 votantes, lo que da un ratio de 98 777 votantes por Diputado. Sin embargo en Madrid el número de votantes por Diputado fue de 117 788. Los menores ratios los encontramos en las provincias menos pobladas, con 38 714 y 26 177 para Teruel y Soria.

## Partidos políticos por municipio
En general han surgido ciertos patrones en las últimas elecciones. El Partido Popular (PP) obtiene normalmente los mejores resultados en la ciudad de Valencia, mientras que el Partido Socialista Obrero Español (PSOE) obtiene los mejores resultados en la zona industrial llamada «l'horta oest», que consta de las ciudades satélites al oeste de Valencia. IU normalmente no supera la barrera del 10 %, pero obtuvo 18 % en Buñol.
En 2004 dentro de la propia ciudad de Valencia, los resultados del PP fueron generalmente mejores en los distritos en el centro. Los mejores resultados del PP fueron en los distritos de Extramurs, Eixample, El Pla del Real y Ciutat Vella donde obtuvieron más que 60 %, mientras que para el PSOE fueron las afueras en Ciutat Fallera, Benimaclet y Malvarrosa.

## Cortes Valencianas

### Diputados obtenidos por partido (1983-2023)
| Candidatura | Candidatura                                | Candidatura | 1983 | 1987 | 1991 | 1995 | 1999 | 2003 | 2007 | 2011 | 2015 | 2019 | 2023 |
| ----------- | ------------------------------------------ | ----------- | ---- | ---- | ---- | ---- | ---- | ---- | ---- | ---- | ---- | ---- | ---- |
|             | Partido Popular de la Comunidad Valenciana | PPCV        | 10a  | 8c   | 10   | 16   | 21   | 19   | 23   | 22   | 12   | 7    | 15   |
|             | Partit Socialista del País Valencià        | PSPV-PSOE   | 20   | 17   | 18   | 12   | 14   | 14   | 14   | 12   | 8    | 10   | 12   |
|             | Coalició Compromís                         | Compromís   | 0b   | 1d   | 0b   | 0f   | 0h   | 0j   | 1k   | 4    | 10   | 9    | 8    |
|             | Esquerra Unida del País Valencià           | EUPV        |      | 2d   | 3    | 5e   | 2    | 3i   | 2k   | 2    | 0l   | 3m   | 0m   |
|             | Podem Comunitat Valenciana                 | Podem       |      |      |      |      |      |      |      |      | 5    | 3m   | 0m   |
|             | Unión Valenciana                           | UV          | 2    | 6    | 6    | 4    | 0    | 0    | 0    |      |      |      |      |
|             | Ciudadanos-Partido de la Ciudadanía        | CS          |      |      |      |      |      |      |      |      | 5    | 7    | 0    |
|             | Vox                                        | VOX         |      |      |      |      |      |      |      |      | 0    | 4    | 5    |
|             | Centro Democrático y Social                | CDS         | 0    | 3    | 0    | 0    | 0g   | 0    |      |      |      |      |      |
|             | Partit Comunista del País Valencià         | PCPV        | 3    |      |      |      |      |      |      |      |      |      |      |
| Total       | Total                                      | Total       | 35   | 37   | 37   | 37   | 37   | 36   | 40   | 40   | 40   | 40   | 40   |

a Los resultados corresponden a los de Alianza Popular-Partido Demócrata Popular-Unión Liberal-Unión Valenciana (AP-PDP-UL-UV).

b Los resultados corresponden a los de Unitat del Poble Valencià (UPV), uno de los partidos creadores del BLOC.

c Los resultados corresponden a los de Alianza Popular (AP).

d Los resultados corresponden a los de Esquerra Unida-Unitat del Poble Valencià (EU-UPV).

e Los resultados corresponden a los de Esquerra Unida-Els Verds (EU-EV).

f Los resultados corresponden a los de Unitat del Poble Valencià-Bloc Nacionalista (UPV-BN).

g Los resultados corresponden a los de Unión Centrista-Centro Democrático y Social (UC-CDS).

h Los resultados corresponden a los de Bloc Nacionalista Valencià-Els Verds (BNV-EV).

i Los resultados corresponden a los de Esquerra Unida-L'Entesa (ENTESA).

j Los resultados corresponden a los de Bloc Nacionalista Valencià-Esquerra Verda (BNV-EV).

k Los resultados corresponden a los de Compromís pel País Valencià (CPV).

l Los resultados corresponden a los de Acord Ciutadà (AC).

m Los resultados corresponden a los de Unidas Podemos (Unides Podem-EUPV).

## Congreso de los Diputados

### Diputados obtenidos por partido (1977-2023)
| Candidaturas           | Candidaturas     | 1977 | 1979 | 1982 | 1986 | 1989 | 1993 | 1996 | 2000 | 2004 | 2008 | 2011 | 2015 | 2016 | 2019 (I) | 2019 (II) | 2023 |
| ---------------------- | ---------------- | ---- | ---- | ---- | ---- | ---- | ---- | ---- | ---- | ---- | ---- | ---- | ---- | ---- | -------- | --------- | ---- |
|                        | PSOE             | 71   | 7    | 10   | 9    | 8    | 6    | 6    | 6    | 7    | 7    | 4    | 3    | 3    | 4        | 4         | 5    |
|                        | Partido Popular  | 15   |      | 56   | 57   | 4    | 7    | 7    | 9    | 8    | 9    | 9    | 5    | 6    | 3        | 4         | 6    |
|                        | Unión Valenciana |      |      | 56   | 1    | 2    | 1    | 1    |      |      |      |      |      |      |          |           |      |
|                        | EUPV             | 12   | 2    | 0    | 0    | 1    | 2    | 4    | 1    | 13   | 0    | 1    | 0    | 510  | 2        | 2         | 312  |
|                        | Podemos          |      |      |      |      |      |      |      |      |      |      | 59   |      | 510  | 2        | 2         | 312  |
|                        | Compromís        |      | 0    | 0    | 0    |      |      |      |      |      | 08   | 59   | 1    | 510  | 1        | 111       | 312  |
|                        | Movimiento Sumar |      |      |      |      |      |      |      |      |      |      |      |      |      |          |           | 312  |
|                        | Ciudadanos       |      |      |      |      |      |      |      |      |      | 0    | 0    | 2    | 2    | 3        | 1         |      |
|                        | Vox              |      |      |      |      |      |      |      |      |      |      |      | 0    | 0    | 2        | 3         | 2    |
| Partidos desaparecidos |                  |      |      |      |      |      |      |      |      |      |      |      |      |      |          |           |      |
|                        | UCD              | 5    | 6    | 0    |      |      |      |      |      |      |      |      |      |      |          |           |      |
|                        | UPyD             |      |      |      |      |      |      |      |      |      | 0    | 1    | 0    | 0    |          |           |      |
|                        | CDS              |      |      | 0    | 1    | 1    | 0    | 0    | 0    | 0    |      |      |      |      |          |           |      |
|                        | PSP              | 14   |      |      |      |      |      |      |      |      |      |      |      |      |          |           |      |
| Total                  | Total            | 15   | 15   | 15   | 16   | 16   | 16   | 16   | 16   | 16   | 16   | 16   | 15   | 16   | 15       | 15        | 16   |

1 Los resultados corresponden a los del PSOE. La fusión con el Partit Socialista del País Valencià, cuyo resultado fue la federación valenciana del PSOE, denominada PSPV-PSOE, tuvo lugar en 1978.

2 Los resultados corresponden a los del Partido Comunista de España (PCE).

3 EUPV se presentó en coalición con Izquierda Republicana.

4 El Partido Socialista Popular se presentaba en coalición con otros partidos socialistas pertenecientes a la Federación de Partidos Socialistas denominada Unidad Socialista. En la actual Comunidad Valenciana, lo hacía con el Partit Socialista del País Valencià.

5 Los resultados corresponden a los de Alianza Popular.

6 Los resultados corresponden a los de la coalición entre Alianza Popular, el Partido Demócrata Popular y Unión Valenciana.

7 Los resultados corresponden a los de Coalición Popular.

8 Los resultados corresponden a los de la coalición Bloc-Iniciativa-Verds.

9 Los resultados corresponden a los de Compromís-Podemos-És el Moment.

10Los resultados corresponden a los de Compromís-Podemos-EUPV: A la Valenciana.

11Los resultados corresponden a los de Més Compromís.

12Los resultados corresponden a los de Compromís-Sumar: sumem per guanyar.

### Votos por partido (1977-2023)
|                                                                  | 1977 | 1979 | 1982 | 1986 | 1989 | 1993 | 1996 | 2000 | 2004 | 2008  | 2011  | 2015  | 2016  | 2019 I | 2019 II | 2023  |
| ---------------------------------------------------------------- | ---- | ---- | ---- | ---- | ---- | ---- | ---- | ---- | ---- | ----- | ----- | ----- | ----- | ------ | ------- | ----- |
| Partido Socialista Obrero Español (PSPV-PSOE)                    | 36,7 | 36,7 | 53,5 | 46,8 | 40,1 | 37,2 | 37,0 | 33,2 | 42,2 | 40,2  | 26,03 | 18,85 | 20,15 | 27,1   | 27,25   | 32,1  |
| Unión de Centro Democrático (UCD)                                | 31,0 | 33,9 | 4,4  |      |      |      |      |      |      |       |       |       |       |        |         |       |
| Esquerra Unida del País Valencià (Izquierda Unida) (EUPV)        | 9,8  | 13,5 | 5,3  | 5,1  | 9,9  | 11,4 | 12,1 | 6,5  | 5,4  | 3,13  | 6,77  | 4,7   |       |        |         |       |
| Partido Socialista Popular (PSP)                                 | 5,4  |      |      |      |      |      |      |      |      |       |       |       |       |        |         |       |
| Partido Popular (PP)                                             | 5,6  | 4,4  | 29,5 | 27,5 | 24,2 | 37,9 | 42,0 | 50,5 | 45,7 | 51,62 | 52,24 | 30,22 | 34,06 | 17,59  | 22,25   | 33,64 |
| Unión Valenciana (UV)                                            |      |      | 29,5 | 5,1  | 11,5 | 7,5  | 5,6  | 3,9  |      |       |       |       |       |        |         |       |
| Centro Democrático y Social (CDS)                                |      |      | 2,4  | 8,3  | 6,5  | 1,4  | 0,1  | 0,1  | 0,2  |       |       |       |       |        |         |       |
| Unión Progreso y Democracia (UPYD)                               |      |      |      |      |      |      |      |      |      |       | 5,93  |       | 0,21  |        |         |       |
| Compromís (CC)                                                   |      |      |      |      |      |      |      |      |      |       | 6,03  |       |       | 8,63   | 8,88    |       |
| Compromís-Podemos-És el moment (Podemos-Compromís)               |      |      |      |      |      |      |      |      |      |       |       | 27,06 |       |        |         |       |
| Ciudadanos (Cs)                                                  |      |      |      |      |      |      |      |      |      |       |       | 15,13 | 14,48 | 17,47  | 7,74    |       |
| Compromís-Podemos-EUPV: A la Valenciana (Podemos-Compromís-EUPV) |      |      |      |      |      |      |      |      |      |       |       |       | 27,7  |        |         |       |
| Vox (Vox)                                                        |      |      |      |      |      |      |      |      |      |       |       |       | 0,24  | 11,68  | 17,83   | 15,21 |
| Unidos Podemos-Unidas Podemos (UP)                               |      |      |      |      |      |      |      |      |      |       |       |       |       | 14,51  | 13,9    |       |
| Sumar (S)                                                        |      |      |      |      |      |      |      |      |      |       |       |       |       |        |         | 16,9  |

## Diputados elegidos

### Diputados elegidos para la Legislatura Constituyente (1977-1979)
| Partidos y coaliciones                         | Votos   | %       | Esc. | Miembros electos (15 escaños) |
| ---------------------------------------------- | ------- | ------- | ---- | --- |
| Partido Socialista Obrero Español              | 395.211 | 36,59 % | 7    | 1-Jose Luis Albiñana, 2-Jaime Castells, 3-Joaquín Ruiz Mendoza, 4-Enrique Sapena, 5-Antonio Bisbal, 6-Manuel Santolaya, 7-Juan Pastor                                                                                 |
| Unión de Centro Democrático                    | 334.705 | 30,99 % | 5    | 1-Emilio Attard (Partido Popular), 2-Francisco de Paula Burguera (Federación de Partidos Demócratas y Liberales), 3-Joaquín Muñoz Peirats (FPDL), 4-Francisco Aguirre de la Hoz (PP), 5-José Ramón Pin Arboledas (PP) |
| Partido Comunista de España                    | 106.133 | 9,83 %  | 1    | 1-Emérito Bono |
| Federación de Partidos de Alianza Popular      | 60.410  | 5,59 %  | 1    | 1-Alberto Jarabo Payá |
| Partido Socialista Popular - Unidad Socialista | 58.654  | 5,43 %  | 1    | 1-Manuel Sánchez Ayuso |

### Diputados elegidos para la I Legislatura (1979-1982)
| Partidos y coaliciones            | Votos   | %       | Esc. | Miembros electos (15 escaños) |
| --------------------------------- | ------- | ------- | ---- | --- |
| Partido Socialista Obrero Español | 394.813 | 36,61 % | 7    | 1-Josep Lluís Albiñana (sustituido por 8-Adela Pla en febrero de 1980), 2-Juan Pastor, 3-Manuel Sánchez Ayuso, 4-Jaime Castells, 5-Juan Lerma, 6-Enrique Sapena, 7-Javier Sanz |
| Unión de Centro Democrático       | 364.175 | 33,77 % | 6    | 1-Fernando Abril Martorell, 2-Emilio Attard, 3-Joaquín Muñoz Peirats, 4-José Ramón Pin Arboledas, 5-Francisco Aguirre de la Hoz, 6-Vicente Ruiz Monrabal                       |
| Partido Comunista de España       | 145.141 | 13,46 % | 2    | 1-Antonio Palomares, 2-Emérito Bono |

### Diputados elegidos para la II Legislatura (1982-1986)
| Partidos y coaliciones            | Votos   | %       | Esc. | Miembros electos (15 escaños) |
| --------------------------------- | ------- | ------- | ---- | --- |
| Partido Socialista Obrero Español | 635.522 | 53,32 % | 10   | 1-Juan Lerma (sustituido por 12-Daniel Vidal en febrero de 1983), 2-Antonio Sotillo, 3-Jaume Castells, 4-Enrique Sapena, 5-Javier Sanz, 6-Salvador López, 7-Adela Pla, 8-Francisco Gaviña, 9-Joan Romero (sustituido por 11- José Enrique Pons Grau en enero de 1983), 10-José Luis Adsuar |
| Coalición Popular                 | 350.281 | 29,39 % | 5    | 1-Manuel Giner Miralles (Alianza Popular) [sustituido por 6-Ignacio Gil Lázaro (AP) en mayo de 1983], 2-Miguel Ramón Izquierdo (Unió Valenciana), 3-Carlos Manglano (AP), 4-Manuel Gallent (Partido Demócrata Popular), 5-Luis García Forcada (AP)                                         |

### Diputados elegidos para la III Legislatura (1986-1989)
| Partidos y coaliciones            | Votos   | %       | Esc. | Miembros electos (16 escaños) |
| --------------------------------- | ------- | ------- | ---- | --- |
| Partido Socialista Obrero Español | 559.426 | 46,78 % | 9    | 1-José María Maravall, 2-Jaume Castells, 3-Juan Antonio Lloret, 4-Javier Sanz (sustituido por 10-Daniel Vidal en junio de 1987), 5-Adela Pla, 6-Francisco Paniagua, 7-Salvador López, 8-Jorge Blasco, 9-María Celeste Juan |
| Coalición Popular                 | 328.800 | 27,5 %  | 5    | 1-Ángel Sanchís Perales (Alianza Popular), 2-Carlos Manglano (AP), 3-José Manuel García-Margallo (Partido Demócrata Popular), 4-Ana Yábar (Partido Liberal), 5-Ignacio Gil Lázaro (AP)                                     |
| Centro Democrático y Social       | 99.175  | 8,29 %  | 1    | 1-Joaquín Abril Martorell |
| Unió Valenciana                   | 61.266  | 5,12 %  | 1    | 1-Miguel Ramón Izquierdo |

### Diputados elegidos para la IV Legislatura (1989-1993)
| Partidos y coaliciones                             | Votos   | %       | Esc. | Miembros electos |
| -------------------------------------------------- | ------- | ------- | ---- | --- |
| Partido Socialista Obrero Español                  | 481.268 | 40,11 % | 8    | 1-Ciprià Císcar, 2-Vicente Albero, 3-Jaume Castells, 4-José María Mohedano, 5-Celeste Juan, 6-Juan Antonio Lloret, 7-Adela Pla, 8-Javier Paniagua |
| Partido Popular                                    | 290.711 | 24,23 % | 4    | 1-Pedro Agramunt (sustituido por 5-Juan Albiñana en junio de 1991), 2-Gaspar Ariño, 3-José Ramón Pascual, 4-José Manuel García Margallo           |
| Unió Valenciana                                    | 137.710 | 11,48 % | 2    | 1-Vicente González Lizondo, 2-Juan Oliver |
| Izquierda Unida - Esquerra Unida del Pais Valencia | 118.706 | 9,89 %  | 1    | 1-Ricardo Peralta |
| Centro Democrático y Social                        | 77.573  | 6,47 %  | 1    | 1-Joaquín Abril Martorell |

### Diputados elegidos para la V Legislatura (1993-1996)
| Partidos y coaliciones            | Votos   | %       | Esc. | Miembros electos (15 escaños) |
| --------------------------------- | ------- | ------- | ---- | --- |
| Partido Popular - Partit Popular  | 518.089 | 37,85 % | 7    | 1-Leopoldo Ortiz, 2-José Manuel García-Margallo (sustituido por 8-Vicente Martínez-Pujalte en junio de 1994), 3-José Ramón Pascual, 4-Eva María Amador, 5-Ignacio Gil Lázaro, 6-Gerardo Camps, 7-Guillermo Martínez Casañ |
| Partido Socialista Obrero Español | 508.819 | 37,17 % | 6    | 1-Ciprià Ciscar, 2-Vicente Albero (sustituido por 7-Javier Paniagua en junio de 1994), 3-Antoni Asunción, 4-Jaume Castells, 5-José María Mohedano, 6-Adela Pla                                                            |
| Esquerra Unida del Pais Valencia  | 156.340 | 11,42 % | 2    | 1-Ricardo Peralta, 2-Presentación Urán |
| Unió Valenciana                   | 102.999 | 7,53 %  | 1    | 1-Vicente González Lizondo (sustituido por 2-José María Chiquillo en octubre de 1994) |

### Diputados elegidos para la VI Legislatura (1996-2000)
| Partidos y coaliciones            | Votos   | %       | Esc. | Miembros electos (16 escaños) |
| --------------------------------- | ------- | ------- | ---- | --- |
| Partido Popular - Partit Popular  | 607.914 | 42,03 % | 7    | 1-Francisco Camps (sustituido por 8-Fernando Coquillat en febrero de 1997, sustituido por 9-María José Moras en agosto de 1998), 2-José Ramón Pascual, 3-Eva María Amador, 4-Ignacio Gil Lázaro, 5-Gerardo Camps, 6-Guillermo Martínez Casañ, 7-Vicente Martínez-Pujalte |
| Partido Socialista Obrero Español | 534.847 | 36,98 % | 6    | 1-Ciprià Ciscar, 2-Carmen Alborch, 3-Joan Romero (sustituido por 7-Joan Ignasi Pla en abril de 1999), 4-Margarita Pin, 5-Javier Paniagua, 6-Alfred Boix |
| Esquerra Unida del Pais Valencia  | 174.807 | 12,09 % | 2    | 1-Ricardo Peralta, 2-Presentación Uran |
| Unió Valenciana                   | 81.350  | 5,62 %  | 1    | 1-José María Chiquillo |

### Diputados elegidos para la VII Legislatura (2000-2004)
| Partidos y coaliciones            | Votos   | %       | Esc. | Miembros electos (16 escaños) |
| --------------------------------- | ------- | ------- | ---- | --- |
| Partido Popular - Partit Popular  | 677.860 | 50,47 % | 9    | 1-Francisco Camps (sustituido por 13-Inmaculada Martínez Cervera en abril de 2002), 2-José María Michavila (sustituido por 11-Asunción Oltra en mayo de 2000), 3-Carmen Martorell (sustituida por 10-José Luis Juan en mayo de 2000), 4-Ignacio Gil Lázaro, 5-Gerardo Camps (sustituido por 12-Miguel R. Albiach en mayo de 2000), 6-Vicente Martínez-Pujalte, 7-Susana Camarero, 8-Guillermo Martínez Casañ, 9-Joaquín Calomarde |
| Partido Socialista Obrero Español | 446.333 | 33,23 % | 6    | 1-Ciprià Ciscar, 2-Carmen Alborch, 3-Ricard Pérez Casado, 4-Rosa Peris, 5-Francesc Romeu, 6-Joan Ignasi Pla |
| Esquerra Unida del Pais Valencia  | 87.633  | 6,52 %  | 1    | 1-Presentación Urán |

### Diputados elegidos para la VIII Legislatura (2004-2008)
| Partidos y coaliciones            | Votos   | %       | Esc. | Miembros electos (16 escaños) |
| --------------------------------- | ------- | ------- | ---- | --- |
| Partido Popular                   | 665.526 | 45,75 % | 8    | 1-Eduardo Zaplana, 2-José María Michavila, 3-María Angels Ramón-Llin, 4-Ignacio Gil Lázaro, 5-Vicente Martínez-Pujalte, 6-Susana Camarero, 7-María Oltra, 8-Joaquín Calomarde |
| Partido Socialista Obrero Español | 613.833 | 42,19 % | 7    | 1-Carmen Alborch, 2-Ricardo Torres, 3-Carmen Montón, 4-Cipriá Císcar, 5-María Antonia Armengol, 6-Josep Santamaría, 7-Margarita Pin                                           |
| Esquerra Unida - L'Entesa         | 78.515  | 5,40 %  | 1    | 1-Isaura Navarro |

### Diputados elegidos para la IX Legislatura (2008-2011)
| Partidos y coaliciones            | Votos   | %       | Esc. | Miembros electos (16 escaños) |
| --------------------------------- | ------- | ------- | ---- | --- |
| Partido Popular                   | 770 413 | 51,62 % | 9    | 1-Esteban González Pons, 2-José María Michavila (sustituido por 11-Inmaculada Guaita en septiembre de 2009), 3-Ignacio Gil Lázaro, 4-María José Catalá Verdet (sustituida por 10-Teresa García Sena en octubre de 2008), 5-Marta Torrado, 6-Immaculada Bañuls, 7-Ignacio Uriarte, 8-Vicente Ferrer Roselló, 9-Susana Camarero |
| Partido Socialista Obrero Español | 599 954 | 40,20 % | 7    | 1-María Teresa Fernández de la Vega, 2-Inmaculada Rodríguez-Piñero (sustituida por 8-José Luis Ábalos en abril de 2009), 3-Joan Calabuig, 4-Ciprià Ciscar, 5-Ferran Bono, 6-Carmen Montón, 7-Josep Santamaría |

### Diputados elegidos para la X Legislatura (2011-2015)
| Partidos y coaliciones            | Votos   | %       | Esc. | Miembros electos (16 escaños) |
| --------------------------------- | ------- | ------- | ---- | --- |
| Partido Popular                   | 743 604 | 52,24 % | 9    | 1-Esteban González Pons (sustituido por 11-Inmaculada Guaita en julio de 2014), 2-Belén Juste, 3-Ignacio Gil Lázaro, 4-Marta Torrado, 5-Rubén Moreno (sustituido por 12-María Martín Revuelta en diciembre de 2014), 6-Belén Hoyo, 7-Ignacio Uriarte (sustituido por 13-Juan Vicente Pérez Aras en enero de 2015), 8-Vicente Ferrer Roselló, 9-Susana Camarero (sustituida por 10-Teresa García Sena en marzo de 2014) |
| Partido Socialista Obrero Español | 370 499 | 26,03 % | 4    | 1-Inmaculada Rodríguez-Piñero (sustituida por 5-Antoni Such en julio de 2014, sustituido por 7-Talia Roselló en julio de 2015), 2-Ciprià Ciscar, 3-José Luis Ábalos, 4-Carmen Montón (sustituida por 6-Josep Santamaria en junio de 2015) |
| Esquerra Unida del Pais Valencia  | 96.417  | 6,77 %  | 1    | 1-Ricardo Sixto |
| Coalició Compromís                | 85.797  | 6,03 %  | 1    | 1-Joan Baldoví |
| Unión Progreso y Democracia       | 84.394  | 5,93 %  | 1    | 1-Toni Cantó (sustituido por 3-Julio Lleonart en abril de 2015) |

### Diputados elegidos para la XI Legislatura (2015-2016)
| Partidos y coaliciones              | Votos   | %       | Esc. | Miembros electos (15 escaños)                                                                                           |
| ----------------------------------- | ------- | ------- | ---- | --- |
| Partido Popular                     | 442 578 | 30,19 % | 5    | 1-Elena Bastidas, 2-Belén Hoyo, 3-Rubén Moreno, 4-José María Chiquillo, 5-Juan Vicente Pérez Aras                       |
| Compromís-Podemos-És el Moment      | 397.207 | 27,09 % | 5    | 1-Joan Baldoví (Comp), 2-Ángela Ballester (Pod), 3-Enric Bataller (Comp), 4-Rosana Pastor (Pod), 5-Txema Guijarro (Pod) |
| Partido Socialista Obrero Español   | 276 188 | 18,84 % | 3    | 1-Ana Botella Gómez, 2-José Luis Ábalos, 3-María Such                                                                   |
| Ciudadanos-Partido de la Ciudadanía | 221.896 | 15,13 % | 2    | 1-Vicente Ten, 2-Toni Cantó                                                                                             |

### Diputados elegidos para la XII Legislatura (2016-2019)
| Partidos y coaliciones              | Votos   | %       | Esc. | Miembros electos (16 escaños) |
| ----------------------------------- | ------- | ------- | ---- | --- |
| Partido Popular                     | 482 855 | 34,02 % | 6    | 1-Elena Bastidas, 2-Belén Hoyo, 3-Rubén Moreno, 4-José María Chiquillo, 5-Juan Vicente Pérez Aras, 6-Óscar Gamazo                                                                                               |
| A la Valenciana                     | 394.227 | 27,77 % | 5    | 1-Joan Baldoví (Comp), 2-Ángela Ballester (Pod), 3-Enric Bataller (Comp), 4-Rosana Pastor (Pod), 5-Ricardo Sixto (EUPV)                                                                                         |
| Partido Socialista Obrero Español   | 285 732 | 20,13 % | 3    | 1-Ana Botella Gómez (sustituida por 6-Antonio Quintana en junio de 2018), 2-José Luis Ábalos (sustituido por 5-Alicia Piquer en junio de 2018), 3-María Such (sustituida por 4-Ciprià Ciscar en agosto de 2016) |
| Ciudadanos-Partido de la Ciudadanía | 205.489 | 14,48 % | 2    | 1-Toni Cantó, 2-Vicente Ten |

### Diputados elegidos para la XIII Legislatura (2019-2019)
| Partidos y coaliciones              | Votos   | %       | Esc. | Miembros electos (15 escaños) |
| ----------------------------------- | ------- | ------- | ---- | ----------------------------- |
| Partido Socialista Obrero Español   | 394 703 | 27,10 % | 4    | José Luis Ábalos              |
| Partido Popular                     | 255 868 | 17,57 % | 3    | Belén Hoyo                    |
| Ciudadanos-Partido de la Ciudadanía | 254.360 | 17,46 % | 3    | María Muñoz Vidal             |
| Unidas Podemos                      | 211.527 | 14,52 % | 2    |                               |
| Vox                                 | 170.070 | 11,68 % | 2    | Ignacio Gil Lázaro            |
| Compromís                           | 126.07  | 8,66 %  | 1    | Joan Baldoví                  |

### Diputados elegidos para la XIV Legislatura (2019-2023)
| Partidos y coaliciones              | Votos   | %       | Esc. | Miembros electos (15 escaños)                                                           |
| ----------------------------------- | ------- | ------- | ---- | --------------------------------------------------------------------------------------- |
| Partido Socialista Obrero Español   | 375.879 | 27,25 % | 4    | 1-José Luis Ábalos, 2-Ana Botella Gómez, 3-Vicent Sarrià Morell, 4-Josefa Andrés Barea  |
| Partido Popular                     | 306.929 | 22,25 % | 4    | 1-Belén Hoyo Juliá, 2-Vicente Betoret Coll, 3-Luis Santamaría Ruiz, 4-Óscar Gamazo Micó |
| Vox                                 | 245.890 | 17,83 % | 3    | 1-Ignacio Gil Lázaro, 2-Cristina Esteban Calonje, 3-Julio Utrilla Cano                  |
| Unidas Podemos                      | 191.812 | 13,9 %  | 2    | 1-Héctor Illueca Ballester, 2-Roser Maestro Moliner                                     |
| Compromís                           | 122.535 | 8,88 %  | 1    | 1-Joan Baldoví Roda                                                                     |
| Ciudadanos-Partido de la Ciudadanía | 106.820 | 7,74 %  | 1    | 1-María Muñoz Vidal                                                                     |

### Diputados elegidos para la XV Legislatura (2023-...)
| Partidos y coaliciones            | Votos   | %       | Esc. | Miembros electos (15 escaños)                                                                                      |
| --------------------------------- | ------- | ------- | ---- | --- |
| Partido Popular                   | 483.469 | 33,64 % | 6    | 1-Esteban Gónzalez Pons, 2-Belén Hoyo, 3-Esperanza Reynal, 4-Fernando de Rosa, 5-Carlos Gil, 6-Alma Elvira Alfonso |
| Partido Socialista Obrero Español | 461.353 | 32,1 %  | 5    | 1-Diana Morant, 2-José Luis Ábalos, 3-Carmen Martínez, 4-Vicent Sarrià, 5-Marta Trenzano                           |
| Sumar                             | 242.839 | 16,9 %  | 3    | 1-Àgueda Micó Micó, 2-Alberto Ibáñez Mezquita, 3-Nahuel González López                                             |
| Vox                               | 218.657 | 15,21 % | 2    | 1-Carlos Flores, 2-Ignacio Gil Lázaro                                                                              |

## Senado

### Senadores obtenidos por partido (1977-2023)
| Partido político       | Partido político | 1977 | 1979 | 1982 | 1986 | 1989 | 1993 | 1996 | 2000 | 2004 | 2008 | 2011 | 2015 | 2016 | 2019 (I) | 2019 (II) | 2023 |
| ---------------------- | ---------------- | ---- | ---- | ---- | ---- | ---- | ---- | ---- | ---- | ---- | ---- | ---- | ---- | ---- | -------- | --------- | ---- |
|                        | Partido Popular  | 0    | 0    | 1*   | 1*   | 1    | 2    | 3    | 3    | 3    | 3    | 3    | 3    | 3    | 1        | 2         | 2    |
|                        | PSOE             | 3    | 2    | 3    | 3    | 3    | 2    | 1    | 1    | 1    | 1    | 1    | 0    | 0    | 3        | 2         | 2    |
|                        | Compromís        |      |      |      |      |      |      |      |      |      |      | 0    | 1*   | 1*   | 0        | 0         | 0*   |
| Partidos desaparecidos |                  |      |      |      |      |      |      |      |      |      |      |      |      |      |          |           |      |
|                        | UCD              | 1    | 2    | 0    |      |      |      |      |      |      |      |      |      |      |          |           |      |
| Total                  | Total            | 4    | 4    | 4    | 4    | 4    | 4    | 4    | 4    | 4    | 4    | 4    | 4    | 4    | 4        | 4         | 4    |

- En las Elecciones generales de 1982, el Partido Popular se presentó como AP-PDP-UV.
- En las Elecciones generales de 1986, el Partido Popular se presentó como AP-PDP-PL.
- En las Elecciones generales de 2015, Compromís se presentó en coalición con Podemos como Compromís-Podemos-És el moment.
- En las Elecciones generales de 2016, Compromís se presentó en coalición con Podemos y Esquerra Unida del País Valencià como Compromís-Podemos-EUPV: A la valenciana.
- En las elecciones generales de 2023, Compromís se presentó en coalición con Podemos, EUPV y Movimiento Sumar (Compromís-Sumar: sumem per guanyar).